# Entephria italicata
Entephria italicata är en fjärilsart som beskrevs av Anonymous 1916. Entephria italicata ingår i släktet Entephria och familjen mätare. Inga underarter finns listade i Catalogue of Life.